# Marcellino Corio
Marcellino Corio (ur. 6 albo 9 września 1644 w Mediolanie, zm. 20 lutego 1742 w Rzymie) – włoski kardynał.

## Życiorys
Urodził się 6 albo 9 września 1644 roku w Mediolanie, jako syn Filippa Corio i Laury Airoldi. Studiował na Uniwersytecie Pawijskim, gdzie uzyskał doktorat utroque iure. Następnie został referendarzem Trybunału Obojga Sygnatur i audytorem Roty Rzymskiej. 15 lipca 1739 roku został kreowany kardynałem diakonem i otrzymał diakonię Sant’Adriano al Foro. Zmarł 20 lutego 1742 roku w Rzymie.